# گزای، پسر گزای دوم مجارستان
گزای (انگلیسی: Géza, son of Géza II of Hungary; ح. ۱۱۵۱ – بعد از ۱۱۹۱)، جوانترین پسر گزای دوم، پادشاه مجارستان و برادر ایشتوان سوم و بلای سوم بود. وی بعدها در مقابل بلای سوم مدعی حکومت مجارستان شد اما میان سال ۱۱۷۷ تا ۱۱۸۹ زندانی شد. وی طی جنگ صلیبی سوم به اراضی مقدس با حدود ۲ هزار نفر سفر کرد.